# I Feel Pretty
I Feel Pretty és una pel·lícula estatunidenca escrita i dirigida per Abby Kohn i Marc Silverstein, estrenada l'any 2018. És protagonitzada per Amy Schumer, Michelle Williams, Emily Ratajkowski, Rory Scovel i Naomi Campbell.

## Argument
Renée és una jove dona simpàtica i brillant però la seva extrem falta de confiança en ella sobre el seu físic l'empeny a no emprendre res professionalment o sentimentalment .
Un dia desperta d'una caiguda creient que de sobte és la dona més bella i segura del planeta. Amb aquesta nova confiança en si mateixa se sent capaç de viure la seva vida sense complexos ni limitacions però, què passarà quan s'adoni que la seva aparença en realitat no ha canviat?

## Repartiment
- Amy Schumer: Renee Barrett
- Michelle Williams: Avery LeClaire
- Emily Ratajkowski: Mallory
- Rory Scovel: Ethan, el company de Renee
- Aidy Bryant: Vivian
- Busy Philipps: Jane
- Naomi Campbell: Helen
- Lauren Hutton: Lily LeClaire
- Tom Hopper: Grant LeClair
- Sasheer Zamata: Tasha
- Adrian Martinez: Mason
- Caroline Day: Jenn
- Gia Crovatin: Sasha
- Olivia Culpo: Hope

## Crítica
- "La pel·lícula és alhora inspirada i forçada. Finalment es queda en un terreny de psicologia pop de automillora."[2]
- "Aquesta benintencionada comèdia romàntica dirigida a dones aspira a fer sentir a tothom bell. Encara que per aconseguir-ho posa a la seva heroïna sense autoestima en una sèrie de situacions socials vergonyoses."[3]
- "És correcte fer bromes de talles grans simplement perquè ho ajuntes amb un final moralitzador que ensenyi una lliçó sobre positivitat corporal? Pots fer les dues coses? (...) Puntuació: ★★ (sobre 4)"[4]